# Mitsuba
Espèce
Classification phylogénétique
Le Mitsuba, Cryptotaenia japonica, est une espèce de plantes à fleurs de la famille des Apiaceae. C'est une plante herbacée endémique d'Asie de l'est (Chine, Corée, Japon, Ryūkyū, Sakhaline). Elle y est cultivée pour y être consommée cuite ou crue en salade ou condiment, les racines sont un légume, les graines un condiment et pour ses vertus médicinales.
Elle est connue sous le nom japonais de Mitsuba pays qui en fait un large usage culinaire, en français persil japonais (de même en allemand et en suédois), trèfle japonais, rarement cerfeuil sauvage.

## Dénomination
Elle a été considérée comme une espèce différente de l'américaine Cryptotaenia canadensis, Cryptoténie du Canada, souvent ramenée au rang de sous-espèce (Subsp. Japonica, cryptoténie du Japon). L'existence de l'espèce Cryptotaenia japanica est de nos jours refusée par les botanistes. A. Fonseca-Cortés et A. Peña-Torres(2021) décrivent C. japonica et canadensis comme très similaires « au point d'être traitée comme synonyme par Forbes & Hemsley (1888), Makino (1908), Handel-Mazzetti, (1933) et Brako et Zarucchi, (1993), Zehui & Watson (2005)». Spalik et Downie (2007) commentent « Ces espèces de Cryptotaenia ne diffèrent que légèrement par la forme et la taille des feuilles et la structure de l'inflorescence ». Aucun auteur ne donne un quelconque caractère permettant de distinguer C. japonica de C. canadensis si ce n'est des détails de la fleur.

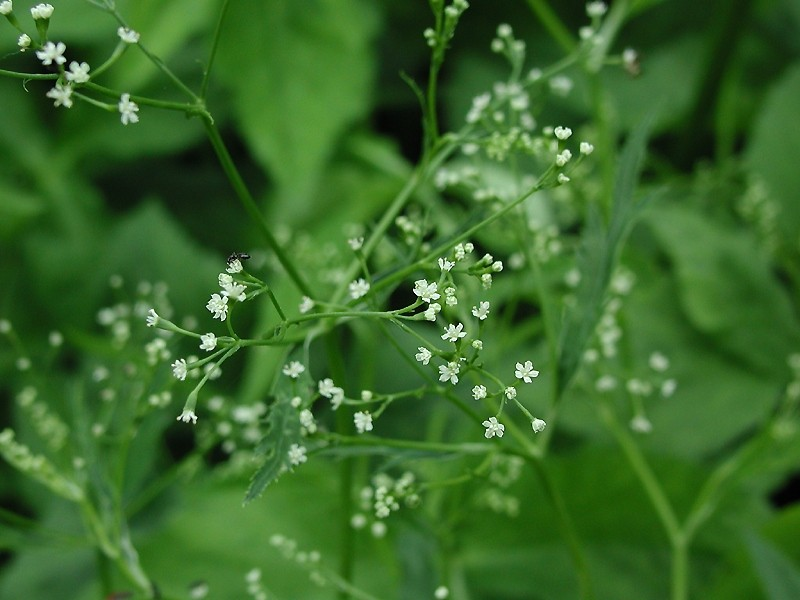
Floraison du mitsuba

Cette Apiaceae cultivée a de nombreux noms en Chine et au Japon, mitsuba ミツバ (mitsuba):ミ (mi) veut dire 3, 3 feuilles à cause de sa feuille triséquée d'où le nom de trèfle japonais, du chinois 三叶芹 (sānyè qín) trèfle, céleri à trois feuilles, céleri canard, céleri de montagne, céleri sauvage, en coréen 파드득나물 (padeudeug namul) pousse verte ou 반디나물 (bandi namul) luciole à cause de sa floraison lumineuse.
Diverses variétés sont décrites parmi lesquelles :
- f. atropurpurea (Makino) Yonek dans Jpn. Bot. 3(2): 8 (1926) dont le nom nom usuel au Japon est ムラザキ ミツバ (Murasaki-mitsuba) mitsuba pourpre.
- f. warabiana (Makino) Yonek dans Jpn. Bot. 8: 46 (1933) nom usuel au Japon ハニヤミツバ (Haniya-mitsuba)[12]. Avec les cultivars Kansai-mitsuba (mitsuba vert), kanto-mitsuba (blanc), yasai-mitsuba[13].

## Culture

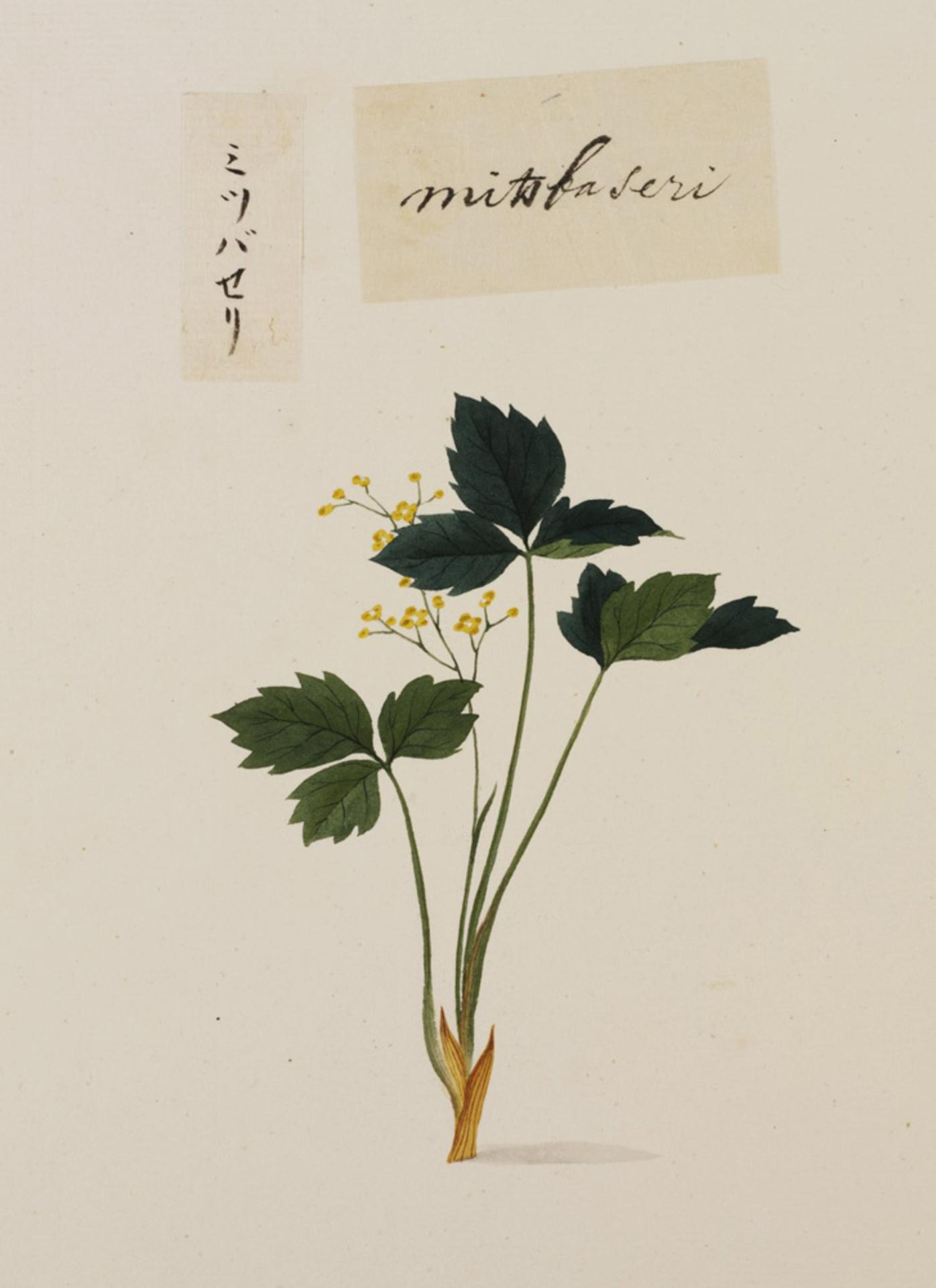
dessin aquarellé.

La plante se cultive à l'ombre ou en zone demi ensoleillée protégée des vents desséchants car elle aime l'humidité, éventuellement comme vivace (rejets la deuxième année de culture), elle résiste au gel superficiel (rustique à -10°). Elle est mentionnée dans les cultures agrivoltaïque au Japon (fermes à l'ombre de panneaux photovoltaïques).
Le trempage dans l'eau pendant une nuit préalablement au semis faciliterait la germination, et il semble en effet que le stress hydrique est capable d'engendrer jusqu'à une embryogenèse somatique. Le semis se fait soit au printemps soit en automne.
La plante forme une touffe, 3 petites feuilles sont attachées à l'extrémité d'un long pétiole, afin de les blanchir pour les attendrir on pratique un forçage, les plantes sont espacées de 4 cm on doit éclaircir le semis. On récolte quand les pousses atteignent 15 cm de haut, en coupant au ras du sol, pour une repousse.
En été, lorsque la tige atteint 50 cm, de petites fleurs blanches s'épanouissent à l'extrémité de la tige.

## Utilisation
Sa saveur piquante est spécifique, elle évoque le céleri (voir Huile essentielle), le persil et l'angélique.

### Cuisine

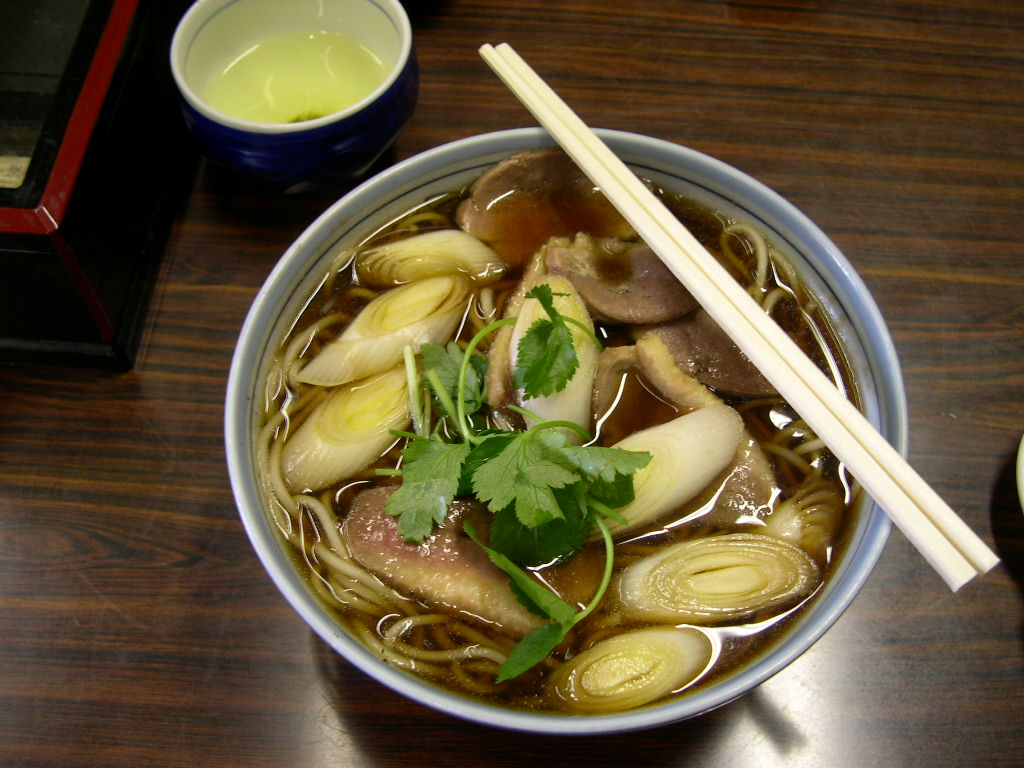
Soba au mitsuba (Tokyo).

On le compare à la coriandre, car comme elle, il ne faut pas le cuire plus d'une minute au risque de voir son goût disparaître. Trois types d'usages et de présentations sont distingués en plus des cueillettes sauvages :
- La racine pivotante est consommée, 根みつば (Ne mitsuba) avec les mêmes recettes que la bardane, avec des œufs et dans les plats sautés[22],
- 切り三つ葉 (Kiri mitsuba) mitsuba coupé, surtout utilisé comme aromatique dans les soupes, sur le riz, etc. vendu en hiver,
- 糸三つ葉 (Ito mitsuba), mitusaba cultivé en hydroponie, en salade, courant, vendu toute l'année,
- Mitsuba sauvage qui se caractérise par ses grandes feuilles (mars à juin au Japon), c'est un des Sansai, légumes sauvages de montagne de la cuisine du printemps[23].

Les jeunes feuilles et tiges comme le mitsuba de tunnel sont consommés crus, les plantes plus coriaces sont cuites. À noter dans l'apport nutritionnel publiée par le ministère de la Santé du Japon un bon apport de Vitamine B9 (par rapport au persil).

### Santé

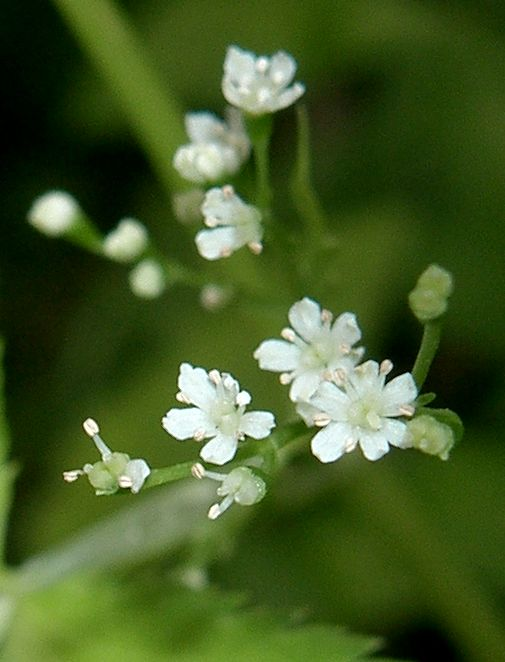
La fleur.

#### Ethnomédecine
En médecine chinoise c'est un tonique qui combat la faiblesse physique, la rétention urinaire et les œdèmes. La plante entière disperse le froid, réchauffe les poumons et soulage la toux due au vent froid. Elle traite les douleurs des gonflements abdominaux, le goitre. Le cataplasme de feuille traite les piqûres de serpents et d'insectes[réf. nécessaire].
Une publication chinoise (2018) en a décrit l'activité antioxydante, antibactérienne. Elle présente une forte activité de piégeage des radicaux DPPH, ABTS, et des effets inhibiteurs plus importants sur la sécrétion de cytokines inflammatoires, un pouvoir réducteur, une activité antibactérienne. Les acides phénoliques identifiés sont la lutéoline, l'apigénine et l'acide p-coumarique. Une étude in vitro (208) a montré un effet inhibiteur sur la croissance des cellules de l'hépatite.

#### Génomique
Le génome (longueur de 153 259 paires de bases) a été séquencé en 2019, il est divisé en quatre régions distinctes, présente 133 gènes, dont 85 gènes codants pour des protéines, 37 gènes d'ARNt et 8 gènes d'ARNr. L'analyse phylogénétique du génome des chloroplastes montre une appartenance à la tribu des  Apiacées Oenantheae et une proximité avec Cicuta virosa et Tiedemannia filiformis subsp. Greenmannii (plantes qui aiment toutes deux les milieux humides).

## Huile essentielle
Les huiles de divers cultivars japonais contiennent 53 composants volatils, dont 95 % de terpénoïdes. Les principaux constituants sont les sesquiterpénoïdes α-sélinène de 14 à 39 % le β-sélinène de 5 à 16 % (ces 2 sélinènes sont caractéristiques de l'HE de graine de céleri), le germacrène D de 12 à 24 % (également présent dans le lamier rouge et l'ortie), le trans-farnésène, et < 3 % le β-élémène et le trans-caryophyllène. Les principaux monoterpènes le β-myrcène (3,5 à 7 %) et le β-pinène (2015). Les composants actifs sont énumérés dans les ouvrages médicaux.